# Gustav Tschech-Löffler
Gustav Tschech-Löffler (* 13. Juli 1912 in Oberleutensdorf; † 23. April 1986 in Bad Lausick) war ein deutscher Bildhauer.

## Leben und Werk
Tschech-Löffler studierte an der Akademie der Bildenden Künste Prag. Danach arbeitete er u. a. als freischaffender Künstler in Teplitz und Brüx. 1937 war er mit einer Plastik auf der Weltausstellung in Paris vertreten.
1945 kam er nach Bad Lausick und arbeitete dort als freischaffender Bildhauer. Er wurde Mitglied des Verbands Bildender Künstler der DDR und war 1972 und 1979 auf den Bezirkskunstausstellungen in Leipzig vertreten. Er schuf insbesondere eine bedeutende Anzahl von Porträtbüsten und Denkmälern von Persönlichkeiten, so von Beethoven, Gorki. Händel, Marx, Pestalozzi, Schiller und Thälmann sowie Tier- und andere Plastiken, die u. a. im öffentlichen Raum von Bad Lausick, Leipzig, Kitzscher und Gnandstein aufgestellt wurden. Davon sind einige nach dem Ende der DDR verlorengegangen, darunter eine Marx-Büste auf dem heutigen Dr.-Schützhold-Platz in Bad Lausick.
Tschech-Löffler war verheiratet mit Sigrid Tschech-Löffler. Eine Enkelin betreibt in Bad Lausick, eine „Grab- und Tonrelief-Manufaktur“ deren Firmen-Logo an Tschech-Löffler erinnert.

## Werke (Auswahl)
- Rotwildgruppe (1948; vormals in einer Parkanlage am Bahnhof Bad Lausick; nach Zerstörung rekonstruiert; Bad Lausick, Hof des Kur- und Stadt-Museums)[2]
- Kampfpause einer koreanischen Mutter (Relief, Gips für Bronze, getönt, 1952)[3]
- Mahnmal für die Opfer des Massakers von Abtnaundorf (Obelisk, Porphyr, 1957/1958)[4]
- Ernst-Thälmann-Denkmal (Porphyr, 1967; Bad Lausick)[5]

## Postume Ausstellung
- 2010: Bad Lausick, Stadtmuseum